# The House in Fata Morgana
The House in Fata Morgana — компьютерная игра в жанре визуальной новеллы, выпущенная для Microsoft Windows компанией Novectacle в 2012 году в Японии и компанией MangaGamer в 2016 году в остальном мире. Кроме того, в 2016 году FuRyu выпустила версию для Nintendo 3DS, а в 2017 году Dramatic Creature выпустила версию для PlayStation Vita на японском рынке. Другая версия для PlayStation Vita, а также версия для PlayStation 4, были выпущены в Северной Америке компанией Limited Run Games в 2019 году, которая также выпустила версию игры для Nintendo Switch в 2021 году.

## Игровой процесс
The House in Fata Morgana — это визуальная новелла, действие которой происходит в особняке, в котором появляется потерявший память дух. В особняке дух встречает Горничную, и они вдвоем просматривают прошлое особняка в разные периоды времени — 1603, 1707, 1869 и 1099 годы — чтобы узнать, что случилось с его жителями, и попытаться помочь духу вернуть утраченные воспоминания.

## Сюжет
Дух просыпается в таинственном особняке и понимает, что ничего не помнит. Чтобы восстановить свои воспоминания, он исследует прошлое особняка с Горничной, внешний вид которой не меняется с течением времени.
В 1603 году в особняке живут молодые аристократы, брат и сестра Мелл и Нелли Родс. Мелл влюбляется в таинственную белокурую девушку, и у них завязываются отношения. Сходящая с ума от ревности Нелли вдруг узнаёт, что Белокурая девушка — сводная её и Мелла сестра. Нелли раскрывает это Меллу, рассказывая также о своих романтических чувствах к нему, что вгоняет его в безумие.
В 1707 году особняк заброшен. Горничная, единственная жительница особняка, обнаруживает в подвале Юкимасу, мужчину с амнезией, который считает себя диким зверем по имени Бестия. Горничная пытается вернуть ему человеческий разум, но он убивает жителей деревни, которые приходят в особняк, мстя за жестокое обращение с ним в прошлом. Позже прибывает реинкарнация Белокурой девушки, которая хранит смутные воспоминания о своей прошлой жизни. Юкимаса собирается убить и её, однако Белокурая девушка не показывает страха, что вгоняет его в ступор. Юкимаса и Белокурая девушка становятся друзьями. Тем временем Паулина, возлюбленная Юкимасы, ищет его. Она находит особняк, но Юкимаса, который к своему удивлению видит в Полине ещё одну Бестию, убивает и её. Позже жители деревни нападают на особняк, и Белокурая девушка умирает. Юкимаса убивает всех жителей деревни.
В 1869 году особняком владеет молодой и жадный до власти и богатства бизнесмен Джакопо. Недавно он женился на другой реинкарнации Белокурой девушки и живёт в Особняке с ней и многими слугами, включая Горничную и его подругу детства Марию. Джакопо, полагая, что его жена изменяет ему с другими мужчинами, запирает её в коттедже на территории Особняка. Белокурая девушка пишет ему любовные письма, но Мария меняет их текст, тайно надеясь разрушить их отношения. В конце концов Джакопо решает освободить свою жену, но обнаруживает, что она потеряла надежду и сбежала. Осознав, что происходило на самом деле, Джакопо идёт разбираться с Марией, которая высказывает свою ненависть к нему. Двое обмениваются выстрелами, и Мария умирает. Джакопо проводит остаток своей жизни в безуспешных поисках Белокурой девушки.
В 1099 году воплощение Белокурой девушки бежит в особняк от преследующих жителей деревни. Она встречает Мишеля, отшельника, живущего в особняке. Они влюбляются друг в друга, и Белокурая девушка говорит Мишелю, что её зовут Жизель. Жители деревни нападают на особняк, вынуждая двоих бежать в смотровую башню. Мишель запирает Жизель и убивает жителей деревни, но и сам тоже умирает. Пока Жизель скорбит по Мишелю, к ней подходит Горничная и представляется ведьмой по имени Моргана. Моргана предлагает реинкарнировать Жизель, чтобы однажды она могла воссоединиться с реинкарнацией Мишеля, на что Жизель соглашается.
Дух вспоминает, что он и есть Мишель, а Горничная объясняет, что Белокурая девушка была реинкарнацией Жизель. Мишель, однако, приходит к выводу, что воспоминания были подделаны, и что на самом деле Жизель — это горичная. В реальности Жизель была не Белокурой девушкой, а другой молодой женщиной, работавшей в поместье, которую регулярно насиловал хозяин поместья Антонин. Когда об этом узнала жена Антонина, Жизель должны были казнить, но Антонин вместо этого решает сослать её в особняк, в котором жил Мишель, их сын. Однажды Жизель ночью входит в комнату Мишеля, и тот принимает её за воровку. Жизель убегает и теряет сознание в лесу. Её находят местные жители, которые привозят её в деревню и начинают пытать, чтобы она призналась, где спрятала деньги. В отчаянии Жизель ведёт их к особняку, чтобы они могли его разграбить. Мишель распугивает жителей и выдвигает обвинения Жизель. Сытая по горло Жизель умоляет Мишеля убить её, рассказывая о действиях его отца. Мишель извиняется, и они начинают свои отношения заново, в конце концов влюбляясь в друг друга. После смерти Антонина рыцари нападают на поместье. Двое бегут к смотровой башне, но Мишель оставляет Жизель в безопасности взаперти, пока его убивают рыцари, а его труп утаскивают.
Бестелесный голос, называющий себя ведьмой Морганой, говорит с Жизель. Моргана предлагает перевоплотить Мишеля, на что Жизель соглашается. Моргана проклинает Жизель, чтобы она больше не старела. Жизель ждет сотни лет, в конце концов надев одежду Горничной по рекомендации Морганы. В конце концов Мелл и его семья переезжают в дом, а позже прибывает Белокурая девушка. Жизель считает, что Белокурая девушка, настоящее имя которой — Мишелль, является реинкарнацией Мишеля, но девушка её не узнаёт. Жизель впадает в апатию и эмоциональный шок, веками наблюдая, как разворачиваются трагедии в особняке, без особой реакции, пока Моргана не убеждает её, что она всегда была Горничной и что её воспоминания о прошлом ненастоящие.
Моргана хватает Горничную, восстановившую свои воспоминания и личность, и уволакивает её в смотровую башню. По дороге Моргана рассказывает о своём прошлом: в детстве мать продала её местному Лорду, который увечил её тело, добывая кровь, которая, как считалось, обладала целебными свойствами. Во время восстания рабов её освободили и она поселилась в борделе, где о ней заботились, пока не вторглись бандиты и не похитили Моргану. Один из пленников, Мечник, вырвался на свободу и убил своих похитителей и других пленников, пощадив только Моргану. Моргана нашла коттедж и жила там, пока к нему не приехал Мальчик с просьбой вылечить его больную сестру. После того, как Моргана несколько раз поделилась своей кровью, Мальчик пришёл в коттедж с Мечником, который отрубил ей руку. Моргану схватили и доставили местному Лорду, который держал её в заточении в смотровой башне. В конце концов Моргана умерла, но её дух остался и проклял троих мужчин.
Раскрывается и прошлое Мишеля: он родился девочкой по имени Мишелль. В период полового созревания его голос стал более глубоким, а тело — более мужественным, поэтому он сменил имя на «Мишеля» и заявил, что всегда был мужчиной. Однако его мать, любившая его как свою единственную дочь, посчитала его проклятым и заперла в своей комнате до его «излечения». Он томился в течение двух лет, пока его не освободили его братья Дидье и Жорж. Братья отправили его жить в особняк, где он в безопасности ожидать момента, когда сможет вернуться. После смерти отца, Мишель написал матери письмо с просьбой принять его как мужчину. Мать послала рыцарей забрать жизнь Мишеля, а Дидье возглавил процессию.
Моргана глумится над Мишелем за то, что он перевоплотился в Белокурую девушку (таким образом доказывая, что он является женщиной), а также за то, что он не помнит Жизель в других своих жизнях. Появившаяся Жизель принимает Мишеля таким, какой он есть, уверенная, что Белокурая девушка не является его истинной формой. Воодушевленный Жизелью, Мишель отправляется в далекое прошлое, когда Моргана была жива, чтобы попытаться Моргану от её ужасной судьбы. Мишель убеждает Мальчика и Мечника, бывшие воплощения Мелла и Юкимасы, освободить Моргану. Оказывается, что Лорд — прошлая инкарнация Джакопо — не калечил Моргану ради крови. На самом деле Джакопо был рабом, который спас Моргану и, влюбившись в неё, заботился о ней, а в будущем стал новым Лордом. Джакопо соглашается освободить Моргану, но когда все четверо поднимаются на башню, они обнаруживают Моргану на смертном одре. Мишель успокаивает умирающую девушку, но когда он пытается покинуть особняк с её телом, события разворачиваются так же, как и в прошлом; Мишель не менял прошлое, а просто заново пережил его.
Вернувшись в особняк, Мишель встречает Белокурую девушку, самоотверженную половину души Морганы, которая из восхищения смоделировала свою внешность и имя по облику Мишеля. По её настойчивой просьбе, Мишель уничтожает её, позволяя душе Морганы снова стать целой. Теперь, зная правду о действиях троих мужчин, Моргана освобождает их души из особняка, хотя и не прощает их. Мишель также находит душу Жоржа, но когда они с Морганой собираются покинуть особняк, душа Дидье преграждает им путь. Жорж блокирует смертельный удар, что даёт Мишелю достаточно времени, чтобы привести Дидье в чувство и помочь ему уйти. Мишель, Моргана и Жизель покидают рассыпающийся особняк.
В Европе 2009 года реинкарнации Мелла, Нелли, Юкимасы, Паулины, Джакопо, Марии и Морганы живут обычной жизнью. Реинкарнации Жизель и Мишеля, сохранившие свои воспоминания, воссоединяются там, где когда-то стоял особняк.

## Разработка и выпуск
Игра была разработана компанией Novectacle; за сценарий отвечал Кейка Ханада, а за иллюстрации — Moyataro. Разработчики не пытались угодить мужской или женской целевой аудитории, решив просто создать игру для тех, кому нравятся хорошие сюжеты. На продумывании истории у Ханады ушло более года; в качестве источников вдохновений он называл книги Танит Ли и фильмы «Актриса тысячелетия» (2001) и «Лучшие годы молодости» (2003). Чтобы текст не отвлекал игрока, он использовал современный японский язык с минимальным использованием архаизмов. Чтобы игра выделялась на фоне японских визуальных новелл, как правило отрисованных в «милом» анимешном стиле, Moyataro использовал насыщенные цвета и тени, стараясь отразить «более реалистичный вид красоты». Также разработчики хотели, чтобы игра ощущалась как поход в музыкальный театр, а потому более половины саундтрека игры составляют композиции с вокалом. Над музыкой работали пять композиторов, всего было написано 65 треков
31 декабря 2012 года игра вышла на платформе Microsoft Windows в Японии; 31 мая 2013 года она также вышла в магазине Playism. Японская версия для iOS вышла 16 мая 2014 года.
В июне 2013 года издатель Playism объявил, что заинтересован в локализации игры для англоязычной аудитории: они хотели заняться распространением визуальных новелл, и решили, что будет хорошо начать с The House in Fata Morgana. Издатель провёл исследование, чтобы оценить потенциальный спрос игроков на игру. Спустя два дня они пояснили, что не сразу начали работу над локализацией из-за финансовых проблем: будучи независимым разработчиком, Novectacle не могла внести предоплату за перевод, а потому предложила оплатить локализацию прибылью с продаж в Японии. Однако в магазине Playism игра слишком плохо продавалась, и издатель решил либо отложить этот вопрос, либо запустить краудфандинговую кампанию. В конце марта 2014 года, когда перевод ещё не был завершён, Playism выпустили демоверсию игры на английском языке. В августе 2014 года издатель визуальных новелл MangaGamer объявил о покупке прав на дистрибуцию игры.
13 мая 2016 года MangaGamer выпустил английскую версию игры для Microsoft Windows. 27 июля 2016 года игра была портирована на Nintendo 3DS, где вышла в цифровом виде в составе линейки Catalyst издателя FuRyu, а 16 марта 2017 года в Японии вышел порт игры на PlayStation Vita, как в физическом, так и цифровом виде; издателем выступила компания Dramatic Create. 28 мая 2019 года Limited Run Games выпустила английскую версию для Vita, а 11 июня вышло переиздание для PlayStation 4, названное The House in Fata Morgana: Dream of the Revenants Edition. В переиздании была обновлена графика, поскольку игра впервые стала доступна в разрешении 4K. Limited Run Games также выпустила физические версии игры для обеих платформ. 25 марта 2021 года на Nintendo Switch была выпущена японская версия игры, а 9 апреля 2021 года — и англоязычное переиздание.

## Критика
| Сводный рейтинг | Сводный рейтинг |
| Агрегатор       | Оценка          |
| --------------- | --------------- |
| Metacritic      | NS: 96/100      |

The House in Fata Morgana получила положительные отзывы критиков. Маркус Эстрада из Hardcore Gamer поставил игре 4,5 балла из 5, написав: «The House in Fata Morgana преуспевает почти во всех отношениях, и делает это настолько изящно, что не верится, что это одна из первых игр Novectale». Дональд Терио в рецензии для NintendoWorldReport оценил игру в 10 баллов из 10, похвалив игру за логичность повествования, саундтрек и концовку, а также за «до ужаса точное отражение отношения к интерсекс-людям», посчитав единственным недостатком частую необходимость делать перерывы, чтобы сбросить напряжение.
Кейт Грей из Nintendo Life оценила игру в 9 из 10, отметив «постоянно удивляющий и шокирующий» сюжет, персонажей с хорошо прописанными личностями, а также «одновременно красивую и ужасную, под стать истории» графику, посчитав недостатками игры раздражающий саундтрек и затянутость повествования.
После релиза порта на Nintendo Switch, The House in Fata Morgana стала первой в истории игрой, получившей «идеальную» оценку на Metacritic — все критики поставили ей высший балл. Возглавившая рейтинг визуальная новелла на некоторое время опередила The Legend of Zelda: Ocarina of Time с 99 баллами и Tony Hawk’s Pro Skater с 98 баллами из 100. К концу 2021 года средняя оценка снизилась до 96 баллов из 100, однако The House in Fata Morgana — Dreams of the Revenants Edition сохранила своё первенство в рейтинге лучших игр года на Nintendo Switch.
Игра заняла второе место в номинации «Лучший сюжет 2016» по версии журнала Hardcore Gamer.

## Адаптации
В 2015 году вышел первый том манга-адаптации игры под названием The House in Fata Morgana: Anata no Hitomi o Tozasu Monogatari. За сюжет манги отвечал Ханада, а за рисунки — Kanemune; издателем выступила компания Akita Shoten. Следующие тома выходили в цифровом виде, последний четвёртый том был выпущен в 2017 году. Лицензию на выпуск англоязычной версии манги выкупила компания Sekai Project, первый том на английском языке был выпущен в цифровом виде в ноябре 2017 года.

## Комментарии
1. ↑  The House in Fata Morgana (яп. ファタモルガーナの館 Фата Моруга:на но яката)
2. ↑  The House in Fata Morgana: Anata no Hitomi o Tozasu Monogatari (яп. ファタモルガーナの館 あなたの瞳を閉ざす物語)